# Konventionen om nattarbete för unga människor
Konventionen om nattarbete för unga människor (ILO:s konvention nr 6 angående nattarbete för unga människor, Convention concerning the Night Work of Young Persons Employed in Industry) är en konvention som antogs av Internationella arbetsorganisationen (ILO) den 28 november 1919 i Washington DC. Konventionen förbjuder, med vissa undantag, personer under 18 år att arbeta på natten i industrin. Konventionen består av 15 artiklar.

## Ratificering
Konventionen har ratificerats av 59 länder, varav 9 länder har sagt upp den i efterhand.